# Aston Martin F1
AMR GP Limited, tävlar som Aston Martin Aramco Formula One Team, är ett brittiskt formel 1-stall som tävlar i Formel 1 sedan 2021 års säsong. De är en direkt efterföljare till Racing Point och ägs av samma konsortium bestående av bland andra Lawrence Stroll, Silas Chou och John McCaw Jr. Konsortiet köpte 16,7% av biltillverkaren Aston Martin för 182 miljoner brittiska pund och meddelade att Aston Martin skulle återvända till F1 och vara ett fabriksstall.
Aston Martin som bilmärke har dock redan tävlat i F1, det var säsongerna 1959 och 1960 tillsammans med David Brown Corporation.

## Sponsorer
Den 7 januari 2021 tillkännagav Aston Martin att Cognizant skulle vara titelsponsor. I februari meddelade Aston Martin att BWT stannar kvar som partner med stallet. Den 3 februari 2022 blev det känt att stallet hade signerat ett avtal med den saudiska petroleumbolaget Saudi Aramco om att bland annat ha Aramco som en del av tävlingsnamnet från och med 2022 års säsong.

## Historik

### F1-säsonger
| Säsong | Tävlingsnamn                          | Bil   | Motor    | Däck | Poäng | VM-plac. | Nr. | Förare 1         | Nr. | Förare 2     | Nr. | Förare 3        |
| ------ | ------------------------------------- | ----- | -------- | ---- | ----- | -------- | --- | ---------------- | --- | ------------ | --- | --------------- |
| 2021   | Aston Martin Cognizant F1 Team        | AMR21 | Mercedes | P    | 77    | 7:a      | 5.  | Sebastian Vettel | 18. | Lance Stroll |     |                 |
| 2022   | Aston Martin Aramco Cognizant F1 Team | AMR22 | Mercedes | P    | 55    | 7:a      | 5.  | Sebastian Vettel | 18. | Lance Stroll | 27. | Nico Hülkenberg |
| 2023   | Aston Martin Aramco Cognizant F1 Team | AMR23 | Mercedes | P    | 280   | 5:a      | 14. | Fernando Alonso  | 18. | Lance Stroll |     |                 |
| 2024   | Aston Martin Aramco Cognizant F1 Team | AMR24 | Mercedes | P    | 94    | 5:a 8:a  | 14. | Fernando Alonso  | 18. | Lance Stroll |     |                 |
| 2025   | Aston Martin Aramco Cognizant F1 Team | AMR25 | Mercedes | P    | 36    | 8:a      | 14. | Fernando Alonso  | 18. | Lance Stroll |     |                 |

|  |

|  |

|  |

## Organisation

### Ägarskap
|                | Delägare             |
| -------------- | -------------------- |
| Storbritannien | Anthony Bamford      |
| Hongkong       | Silas Chou           |
| Italien        | Michael de Picciotto |
| Kanada         | André Desmarais      |
| USA            | John McCaw Jr.       |
| Kanada         | Lawrence Stroll      |

### Ledande befattningar
Ett urval av de ledande positionerna inom stallet.
| Position                  |                | Namn            |
| ------------------------- | -------------- | --------------- |
| Ordförande                | Kanada         | Lawrence Stroll |
| VD/stallchef              | Storbritannien | Andy Cowell     |
| Sportdirektör             | Storbritannien | Andy Stevenson  |
| CTO                       | Italien        | Enrico Cardile  |
| Teknisk direktör          | Storbritannien | Bob Bell        |
| Chef för tävlingsstrategi | Storbritannien | Peter Hall      |
| Chefsingenjör             | Storbritannien | Chris Cronin    |
| Chief Trackside Officer   | Luxemburg      | Mike Krack      |
| Chef för aerodynamik      | Storbritannien | Ian Greig       |
| Chef för prestanda        | Storbritannien | Tom McCullough  |
| Raceingenjör (Alonso)     | Storbritannien | Andrew Vizard   |
| Raceingenjör (Stroll)     | USA            | Gary Gannon     |